# Pterophylla affinis
Pterophylla affinis es una especie de planta de la familia de las Cunoniaceae. Es endémica de Fiyi.

## Taxonomía
La especie fue descrita inicialmente como Weinmannia affinis por Asa Gray y publicada en United States Exploring Expedition 1: 674, en 1854, actualmente es tanto un sinónimo como el basónimo de esta; y ulteriormente, sería transferida al género Pterophylla por Yohan Pillon y Helen Collingwood Hopkins en American Journal of Botany 108(7): 1198, en 2021.

#### Etimología
Ver: Pterophylla
affinis: epíteto latino que significa "afín, relacionada".